# The Stomping Land
The Stomping Land är ett actionspel utvecklat och publicerat av SuperCrit. Det utgavs 2014 på Steam. Det röstades fram på Steam Greenlight och det blev senare möjligt att se spelet på Steam. Spelet är tillgängligt att ladda ner till Microsoft Windows.
Spelet utspelar sig på en ö där spelaren tvingas överleva i en miljö med dinosaurier, där tillverkning av verktyg för att kunna bygga skydd och jaga efter mat är viktigt för spelarens fortsatta överlevnad. Spelaren kan spela själv eller gå in på en server för att uppleva Multiplayer där spelare kan bilda stammar med varandra för att gemensamt jaga dinosaurier eller kriga med andra stammar.